# Aerarium

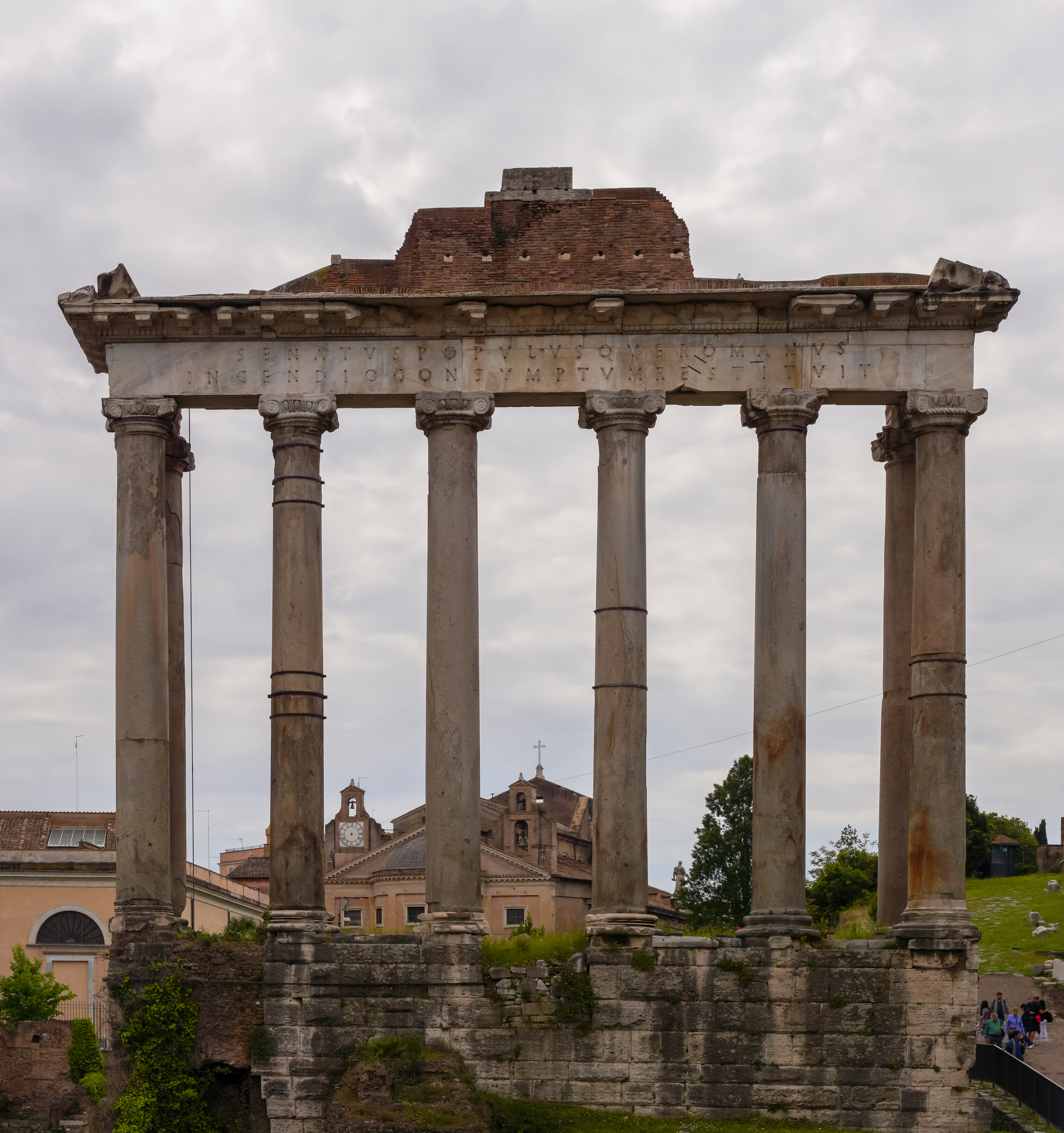
Il tempio di Saturno nel Foro romano, sede dell'Aerarium.

Nella Roma repubblicana, l'Aerarium (dal latino ærarium, 'riserva di monete', da aes, 'bronzo') era il tesoro dello Stato. Era detto anche Aerarium Saturni (per via della sua localizzazione presso il tempio di Saturno, nel Foro romano) o Aerarium populi Romani, a partire da quando, con Augusto, fu creato il Fiscus, cioè una cassa specificamente destinata alle spese del princeps.

## Storia

### Epoca regia
La prima notizia sull'erario di Roma antica ce la dà Tito Livio. Ai tempi del rex Servio Tullio (vedi anche Età regia di Roma) si stabilì che l'acquisto dei cavalli per le 18 centurie di equites fosse di competenza appunto del tesoro pubblico o Aerarium cittadino: venne quantificato uno stanziamento annuo iniziale di 10.000 assi a centuria e si sancì che fossero le donne non sposate a pagare il mantenimento dei cavalli con 2.000 assi annui a centuria..

### Epoca repubblicana
Il tesoro veniva custodito nel tempio di Saturno nel Foro insieme alle leggi incise su tavole bronzee, ai decreti del Senato, alle insegne degli eserciti e ad una bilancia per la pesatura del metallo. Una sezione speciale del tesoro era costituita dall'aerarium sanctius, contenente la riserva metallica dello Stato (bronzo, oro e argento), gemme, gioielli e i proventi della tassa del 5% sull'emancipazione degli schiavi.
Durante la Repubblica romana nell'erario confluirono tutte le rendite dello Stato, comprese quelle provenienti da tutte le province romane. In questo caso i questori, sottoposti al Senato centrale ed ai governatori provinciali, raccoglievano le imposte attraverso i pubblicani (che avevano in appalto la riscossione dei tributi, da versare successivamente all'aerarium). Il sistema di riscossione provinciale rimase invariato anche durante il principato, anche se va precisato che, in questo caso, nelle casse dell'aerarium populi Romani erano versate solo gli introiti delle province pacatae, ovvero di quelle senatorie, non di quelle imperiali.

### Epoca alto-imperiale
Con l'instaurazione del Principato nel 27 a.C., in epoca augustea, l'ærarium diventò il tesoro amministrato dal Senato romano, mentre il princeps ne creò uno nuovo denominato Fiscus Caesaris e dallo stesso Imperatore amministrato. Vero è che il princeps aveva il controllo generale dell'intero sistema fiscale, compreso l'aerarium populi Romani, come risulta sotto Augusto o Caligola. In sostanza si veniva così a creare un dualismo nell'amministrazione finanziaria imperiale con la separazione tra due fondi, uno appartenente al populus ed un altro al princeps. A queste due casse andrebbe poi aggiunto il patrimonium principis, ovvero il patrimonio "privato" dell'Imperatore (res privata principis).
I tributi venivano raccolti nelle province senatorie dai quaestores. Il tesoro (aerarium) non fu più amministrato dai questori urbani, ma da pretori anziani o ancora in carica. Sempre ad Augusto si deve la costituzione nel 6 d.C. dell'aerarium militare, le cui entrate provenivano dalle imposte sulle successioni e sulle vendite e serviva per pagare gli stipendi ed il premio di congedo ai veterani delle legioni.
(Augusto, Res gestae divi Augusti)
Le entrate di questo fondo erano costituite dalle imposte dirette delle province non pacatae. A queste imposte si aggiungevano le rendite dell'ager publicus dell'Italia e delle province senatorie.

## Funzionari
Il controllo della cassa fu affidato a diversi magistrati: dapprima ai questori, poi sotto Cesare a due senatori in qualità di praefecti, dal 28 a.C. a due praefecti scelti tra pretori, dal 23 a.C. a due praetores, ai questori nuovamente con Claudio per la durata di un triennio (nel 44 d.C.). Il passo definitivo fu compiuto sotto Nerone (nel 56 d.C.) che mise a capo dell'aerarium due senatori ex-pretori, con il titolo di prefetti, con una breve parentesi nel 69 quando si affidò il compito a due praetores.
A questi funzionari era affidato il compito di emettere moneta d'oro (aurei) e argento (denarii), come risulta dalle diciture scritte sulle monete, ex S C (per Senatus consultum).